# Claude Hamelin
Claude Hamelin, né le 10 juillet 1951 à Saint-Patrice-de-Sherrington au Québec, est un évêque catholique canadien. Depuis 2019, il est l'évêque du diocèse de Saint-Jean-Longueuil au Québec.

## Biographie
Claude Hamelin est né le 10 juillet 1951 à Saint-Patrice-de-Sherrington au Québec. Il a d'abord étudié au collège Saint-Jean-Vianney à Montréal, puis, il a étudié la théologie à l'Université de Montréal d'où il a obtenu, d'abord, un baccalauréat en théologie, puis, en 1976, une maîtrise en théologie. En 1982, il a été diplômé d'une licence en théologie morale de l'Académie alphonsienne, une institution pontificale d'enseignement supérieur située à Rome rattachée à l'Université pontificale du Latran.
Le 3 décembre 1977, il a été ordonné prêtre pour le diocèse de Saint-Jean-Longueuil. De 1975 à 1990, il a été animateur de pastorale en milieu scolaire à Saint-Hubert, à Boucherville et à Saint-Lambert. En parallèle, de 1989 à 1990, il a été prêtre administrateur de la paroisse Saint-Mathieu de La Prairie. De 1990 à 2000, il a été prêtre modérateur de la paroisse Saint-Marc de Candiac. De 2000 à 2015, il a travaillé au sein du diocèse de Saint-Jean-Longueuil pour diverses responsabilités. En 2010, il a été nommé vicaire général du diocèse de Saint-Jean-Longueuil.
Le 22 décembre 2015, il a été nommé évêque auxiliaire du diocèse de Saint-Jean-Longueuil et évêque titulaire d'Apollonie (de). Le 18 mars 2016, il a été consacré évêque en la cathédrale Saint-Jean-l'Évangéliste de Saint-Jean-sur-Richelieu avec l'évêque Lionel Gendron comme principal consécrateur et les évêques Jacques Berthelet et Raymond Poisson comme principaux co-consécrateurs,.
Le 5 novembre 2019, il a été nommé évêque du diocèse de Saint-Jean-Longueuil par le pape François où il a inauguré son épiscopat en la cathédrale Saint-Jean-l'Évangéliste le 10 janvier 2020, succédant ainsi à Lionel Gendron,.